# Croton saltensis
Espèce
Croton saltensis est une espèce de plantes à fleurs du genre Croton et de la famille des Euphorbiaceae, présente au nord-ouest de l'Argentine (province de Salta).
Il a pour synonyme :
- Croton saltensis var. discolor, Griseb., 1879
- Oxydectes saltensis, (Griseb.) Kuntze